# نیکو ماتان
نیکو ماتان (انگلیسی: Nico Mattan؛ زادهٔ ۱۷ ژوئیهٔ ۱۹۷۱) دوچرخه‌سوار اهل بلژیک است.
از باشگاه‌هایی که در آن بازی کرده‌است می‌توان به تیم دوچرخه‌سواری ماپی و تیم دوچرخه‌سواری کوفیدیس اشاره کرد.